# Croix de chemin de Tudeils
La Croix de chemin est un monument situé à Tudeils, en Corrèze, région Nouvelle Aquitaine.

## Localisation
La croix est située sur une place non loin de l'église et de la mairie.

## Historique
La croix est inscrite comme monument historique depuis le 16 mai 1972.

## Description
Les sculptures ont été réalisées dans une pierre plus tendre que celle utilisée pour le fût.
Les sculptures figurent une crucifixion avec le Christ et les deux larrons, ainsi qu'une Vierge de Pitié.